# The Merseybeats
Skupina The Merseybeats z Liverpoolu je britskou rock-and-rollovou skupinou, hrající původně stylem Merseybeat, k jehož nejznámějším protagonistům patřila. V různých sestavách existuje skupina dodnes.

## Dějiny skupiny
Tony Crane a Billy Kinsley založili roku 1960 skupinu The Mavericks, která byla roku 1961 přejmenována na The Pacifics a roku 1962 na The Merey Beats a téhož roku na The Merseybeats – jednalo se o identifikaci s tehdy proslulým hudebním směrem Merseybeat. Roku 1963 vyšel jejich první hit It’s Love That Really Counts, o rok později vydaly singl I Think of You, který byl jejich první tzv. zlatou deskou; k dalším proslaveným skladbám patří Wishin' & Hopin', I Love You Yes I Do, Mister Moonlight a další.
The Merseybeats vytupovali v Liverpoolu ve známeém klubu The Cavern Club, zde velmi často společně s Beatles, k prvním turném patří roku 1964 vystupování v Německu a USA.

### Další seskupení
Skupina The Merseybeats prošla různými sestavami a znovuzaložím, existuje a je aktivní dodnes:
- The Merseys – od roku 1966 - 1968, vokální duo Tony Crane and Billy Kinsley (s doprovodem); jejich velkým úspěchem byl hit Sorrow, který patří ke klasickým skladbám 60. let 20. století (1968 vystupovala skupina krátkou dobu pod pseudonymem The Crackers)
- Tony Crane and The Merseybeats – v 70. letech, v různých seskupeních
- Liverpool Express – vedená zpěvákem Billy Kinsley, činná od léta 1976, se singlem You Are My Love
- The Merseybeats – roku 1993 znovu zformovaná skupina ze 60. let

## Členové
Skupina se vyznačuje velkou fluktuací; následně uvedení členové patřili ke skupině buď během jejího největšího úspěchu nebo později po delší dobu:
Zakládající členové, sestava 1962
- Tony Crane (vokál, sólová kytara)
- Billy Kinsley – (vokál, basová kytara)
- Aaron Williams (kytara)
- John Banks (bicí)

Další členové
- Frank Sloane (1961/62, bicí),
- Johnny Gustavson (1964, basová kytara)
- The Fruit Eating Bears (1966 až 1968, doprovodná skupina pro The Merseys)
- Allan Cosgrove (1983-2000, bicí)

Současná sestava
- Tony Crane (vokál, sólová kytara)
- Billy Kinsley – (vokál, doprovodná kytara)
- Bob Packham (vokál, basová kytara)
- Adrian Crane (keyboards)
- Lou Rosenthal (bicí)

## Diskografie

### Singly
- 1963 Fontana – It’s Love That Really Counts / The Fortune Teller
- 1963 Fontana – I Think Of You / Mister Moonlight
- 1964 Fontana – Don’t Turn Around / Really Mystified
- 64 Fontana – Wishin' & Hopin' / Milkman
- 1964 Fontana – Last Night (I Made a Little Girl Cry) / Send Me Back
- 1965 Fontana – Don’t Let it Happen to Us / It Would Take a Long Long Time
- 1965 Fontana – I Love You Yes I Do / Good Good Lovin'
- 1965 Fontana – I Stand Accused / All My Life
- 1975 Crane – American Dream
- 1981 Tudor Chew – This is Merseybeat

### EP
- 1964 Fontana – The Merseybeats On Stage
- 1963 Fontana – The Merseybeats / I Think of You
- 1964 Fontana – Wishin' & Hopin'
- 1966 Fontana – I Think of You (French)

### Alba
- 1963 Oriole – This Is Merseybeat
- 1964 Fontana – The Merseybeats
- 1966 Wing – The Merseybeats
- 1977 Look – The Merseybeats Greatest Hits
- 1978 Crane Productions – Tony Crane sings Elvis Presley
- 1982 Edsel – The Merseybeats Beats & Ballads

### Diskografie The Merseys (singly)
- 1966 Fontana – Sorrow / Some Other Day
- 1966 Fontana – So Sad About Us / Love Will Continue
- 1966 Fontana – Rhythm of Love / Is it Love
- 1966 Fontana – Rhythm of Love (EP)
- 1967 Fontana – The Cat / Change of Heart
- 1967 Fontana – Penny in My Pocket / I Hope You're Happy
- 1968 Fontana – Lovely Loretta / Loretta Dreaming
- 1973 Philips – Sorrow / I Think of You